# 21 mars
Pour les articles homonymes, voir Vingt-et-Un-Mars.
21 février 21 avril
Chronologies thématiques
- Croisades
- Ferroviaires
- Sports
- Disney
- Anarchisme
- Catholicisme

Abréviations / Voir aussi
- (° 1852) = né en 1852
- († 1885) = mort en 1885
- a.s. = calendrier julien
- n.s. = calendrier grégorien
- Calendrier
- Calendrier perpétuel
- Liste de calendriers
- Naissances du jour

Le 21 mars est le 80e jour, moins souvent le 81e, de l'année du calendrier grégorien ; il en reste ensuite 285.
C'est la dernière date possible mais peu fréquente (moins que celle de la veille 20 mars) pour l'équinoxe de mars, vernal ou de printemps (et d'automne dans l'hémisphère sud terrestre), entre le 19 mars lui-même rare en tant que tel et ledit 21 (dernière occurrence pour ce quantième équinoxial du 21 mars en 2007, prochaine en 2102).
Son équivalent est généralement le 1er jour du mois de germinal dans le calendrier républicain français, officiellement dénommé jour de la primevère.

## Événements

### VIesiècle
- 537 : assaut des Ostrogoths pendant leur siège de Rome (537-538).

### VIIesiècle
- 623 : les Mecquois doivent lever le siège de Yathrib (Médine), également en Arabie, marquant dès lors la naissance d'un premier État musulman.
- 630 : l'empereur romain d'Orient Héraclius rapporte la vraie croix reprise aux Perses à Jérusalem, c'est l'apothéose d'un règne qui a débuté dans la tourmente.

### VIIIesiècle
- 717 : Charles Martel vainc les Neustriens à Vinchy.

### XIIesiècle
- 1152 : annulation du mariage de Louis VII le Jeune et Aliénor d'Aquitaine.
- 1180 : arrivée sur le trône du Japon de l'empereur Antoku.

### XIVesiècle
- 1322 : Guillaume Ier d'Avesnes, comte de Hainaut, accorde aux habitants de Genly le privilège d’être régis par une loi conforme à celle de Mons (Hainaut).
- 1349 : la majorité des Juifs d'Erfurt est massacrée par le reste de la population qui la rend responsable de la peste.

### XVesiècle

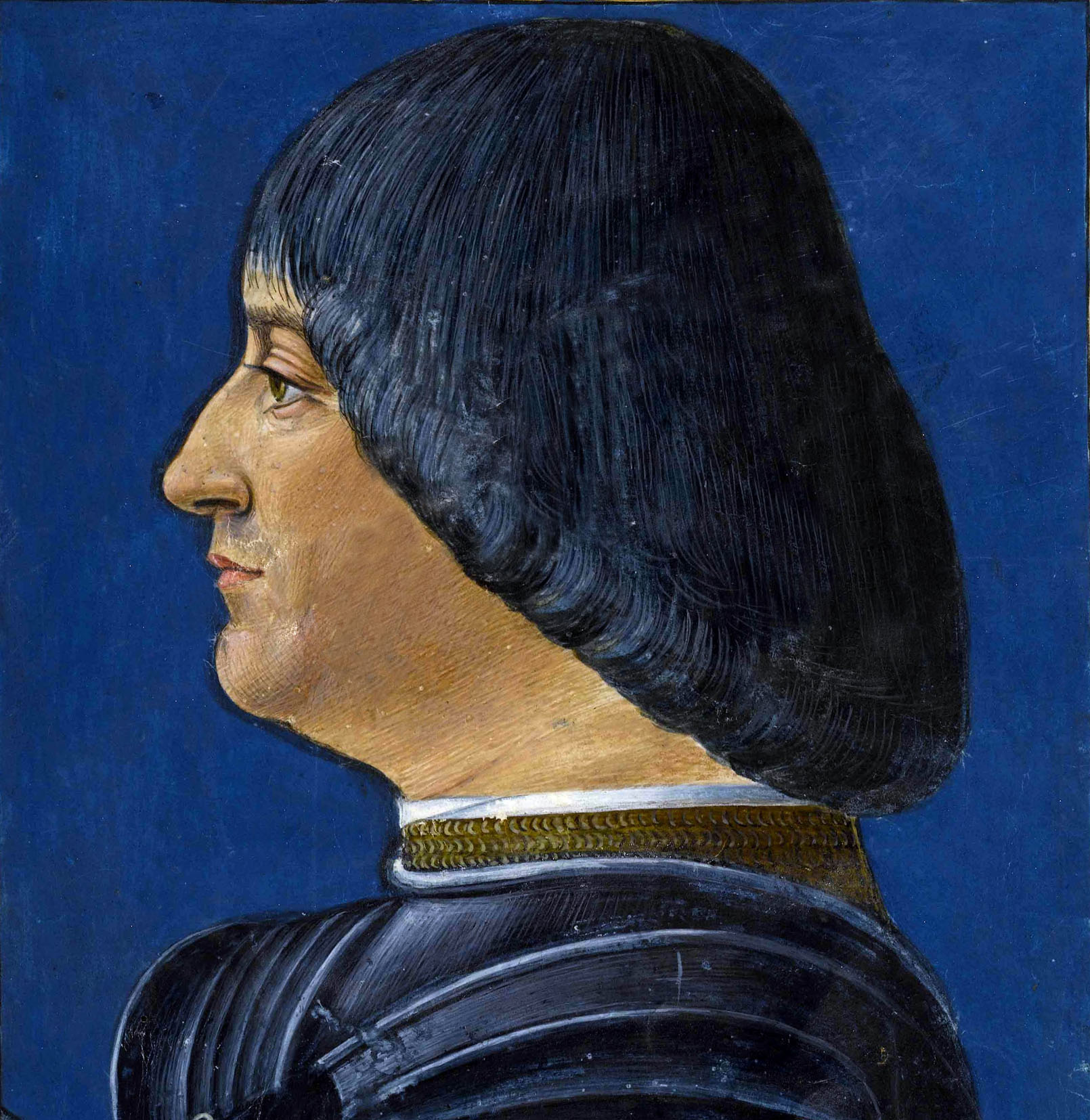
Ludovic Sforza.

- 1500 : la garnison française de Novare (Italie) se rend à l'armée de Ludovic Sforza.

### XVIesiècle
- 1556 : l'archevêque réformateur de Canterbury Thomas Cranmer est brûlé vif à Oxford.

### XVIIIesiècle
- 1788 : un incendie détruit 856 immeubles à La Nouvelle-Orléans, aux États-Unis.
- 1789 : Gilbert de Riberolles est élu, par la sénéchaussée de Riom, par 265 voix sur 393 votants, député du tiers état de la province d'Auvergne aux États généraux.
- 1793 : création à Paris des comités de surveillance révolutionnaires dans les communes et les sections.

### XIXesiècle
- 1801 :
  - les Français sont battus par les Anglais à la bataille de Canope près d'Alexandrie (Égypte).
  - en Espagne, la France signe le traité d'Aranjuez, avec l'Espagne. Le duché de Toscane est transformé en Royaume d'Étrurie et la Louisiane est rétrocédée à la France.

- 1804 :

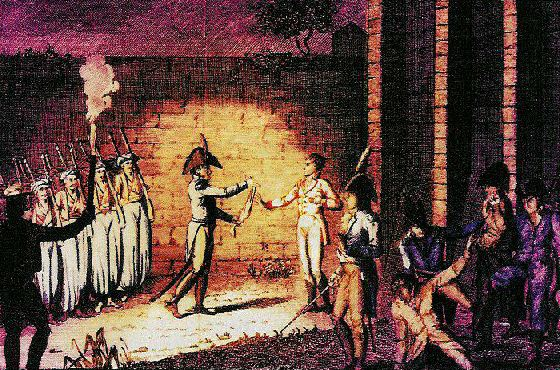
Exécution du duc d'Enghien.

  - exécution du duc d'Enghien dans les fossés du château de Vincennes.
  - ce 30 ventôse an XII, Napoléon Bonaparte promulgue le Code napoléon.
- 1814 :
  - bataille d'Arcis-sur-Aube. Après avoir manqué d'anéantir les forces de Blücher, Napoléon est vaincu par les troupes de l'Autrichien Schwarzenberg.
  - à Lyon, le général Augereau évacue la ville, et se replie sur Valence.
- 1829 : un tremblement de terre (es) fait 6 000 morts en Espagne.
- 1861 : Alexander Stephens prononce le discours de la pierre angulaire, au début de la guerre de sécession.
- 1864 : bataille de Henderson's Hill, durant la campagne de la rivière Rouge, épisode de la guerre civile américaine.
- 1884 : promulgation de la loi Waldeck-Rousseau, autorisant les syndicats en France.

### XXesiècle
- 1908 : L'Action française devient un quotidien en France.
- 1918 : début de l'Opération Michael pendant la Première Guerre mondiale.
- 1919 : Béla Kun prend le pouvoir en Hongrie et proclame la République des conseils de Hongrie sur le modèle des Soviets russes après la fusion des partis communiste et social-démocrate. Cet intermède communiste durera jusqu'au 1er août.
- 1927 : les troupes de Tchang Kaï-chek entrent à Shanghai.
- 1934 : en Allemagne, Adolf Hitler emploie les chômeurs à construire des autoroutes.
- 1935 : la Perse portera désormais le nom d'Iran.
- 1937 : massacre de Ponce à Porto Rico.
- 1939 : l'Allemagne annexe Memel, en Lituanie.
- 1943 : Rudolf-Christoph von Gersdorff tente de tuer Hitler, par attentat-suicide.
- 1945 :
  - l'aviation anglaise bombarde Copenhague, visant les locaux de la Gestapo ; des civils sont tués, dont 86 écoliers.
  - en Birmanie, les Britanniques reprennent Mandalay.
- 1948 : création de la Régie autonome des transports parisiens (RATP).
- 1953 : le Soudan accède à l'autonomie.
- 1960 : la police sud-africaine ouvre le feu au cours d'une manifestation contre les laissez-passer à Sharpeville : 69 morts et plus de 150 blessés ; l'État d'urgence est proclamé.
- 1961 : au Cavern Club de Liverpool, premier spectacle des Beatles.

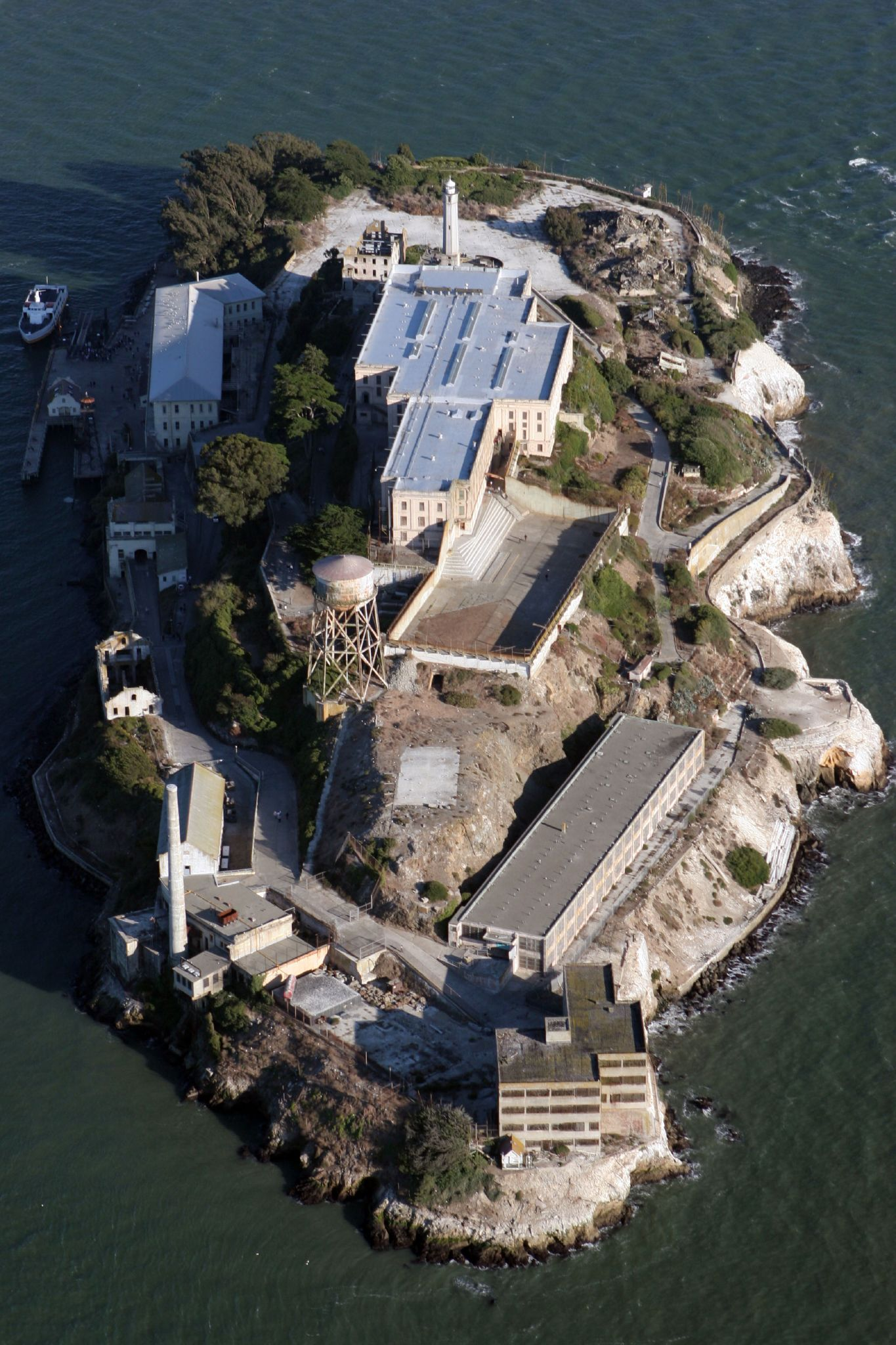
Alcatraz.

- 1963 : fermeture du pénitencier fédéral d'Alcatraz.
- 1965 : à Selma, en Alabama (États-Unis d'Amérique), début de la marche de cinq jours de Martin Luther King et de huit mille militants des droits des Noirs, vers Birmingham.
- 1969 : fondation de Konami, société japonaise de développement et d'édition de jeux vidéo.
- 1970 : au Cambodge, à la suite du coup de force du 18 mars contre Norodom Sihanouk, M. Cheng Heng prête serment comme nouveau chef de l’État ; l’ancien gouvernement présidé par le général Lon Nol reste en place.
- 1972 : création du Serpent monétaire européen, qui constitue un premier pas vers l'union monétaire européenne.
- 1975 : un an après avoir renversé l'empereur Hailé Sélassié en Éthiopie, des militaires abolissent le statut impérial du Négus et d'une monarchie vieille de trois mille ans, et proclament la République.
- 1977 : Indira Gandhi, Première ministre indienne, démissionne après avoir été battue aux élections législatives.
- 1978 : fin de l'opération Litani, l'armée israélienne prend le contrôle de la presque totalité du Liban au sud du fleuve Litani.
- 1979 : le gouvernement israélien approuve officiellement le traité de paix avec l'Égypte, qui sera signé officiellement à Washington.
- 1980 : en protestation à l'invasion soviétique en Afghanistan, le président américain Jimmy Carter annonce un boycott des Jeux olympiques de 1980 à Moscou.
- 1983 : Yamoussoukro, le village natal du président Félix Houphouët-Boigny, devient la capitale de la Côte d'Ivoire. Il en est à son quatrième mandat et son parti est le seul autorisé.
- 1988 : des super-pétroliers sont pris dans une attaque de l'aviation irakienne contre des objectifs iraniens : une cinquantaine de morts.
- 1990 : indépendance de la Namibie.
- 1991 : le gouvernement britannique annonce la suppression de la poll tax, l'impôt par capitation impopulaire instauré par Mme Thatcher.
- 1993 : en France, défaite historique du PS au premier tour des législatives. Avec seulement 17 % des voix, il enregistre un recul historique. Une semaine plus tard, le second tour confirme cette sanction du gouvernement socialiste par les électeurs. L'UDF et le RPR sont majoritaires à l'Assemblée avec quatre cent soixante-douze sièges. Le 29 mars, le premier ministre socialiste Pierre Bérégovoy démissionne. Édouard Balladur est nommé Premier ministre pour une seconde cohabitation gauche-droite. Le 1er mai suivant, Pierre Bérégovoy, désespéré d'être mêlé à un scandale politico-financier, et se sentant abandonné par ses amis, se suicidera.
- 1994 : entrée en vigueur symbolique de la convention cadre des Nations unies sur les changements climatiques s'ouvre, dont l'objectif est de stabiliser les concentrations atmosphériques de gaz à effet de serre à un niveau qui empêche toute perturbation humaine dangereuse du système climatique. Seulement 50 pays l'ont signée.
- 2000 : Israël procède au retrait de 6,1 % de la Cisjordanie, conformément à l'accord révisé de Wye Plantation.

### XXIesiècle
- 2001 : épidémie de fièvre aphteuse : la république d'Irlande identifie officiellement son premier cas de fièvre aphteuse. Les experts vétérinaires de l'Union européenne décrètent un embargo sur les exportations de bétail vivant et de produits dérivés en provenance des Pays-Bas.
- 2002 :
  - le 22e Salon du livre de Paris, dont l'Italie est l'invitée d'honneur, s'ouvre en l'absence du Premier ministre italien Silvio Berlusconi, pour cause de polémique avec la ministre française de la Culture Catherine Tasca.
  - à Rabat, au Maroc, mariage dans l'intimité de Mohammed VI, trente-huit ans, avec une informaticienne de vingt-quatre ans, Salma Bennani, celle-ci devenant de la sorte la princesse Lalla Salma.
- 2004 : en France, premier tour des élections régionales et premier tour des élections cantonales, nette avance de la gauche confirmée au second tour.
- 2006 : lancement de Twitter.
- 2007 : au Québec, la journaliste Julie Miville-Dechêne est nommée au poste d'ombudsman de la société Radio-Canada/CBC pour un mandat de cinq ans. Elle est la première femme à occuper cette fonction au sein de la société d'État.
- 2009 : entrée en vigueur du traité de Semipalatinsk instituant une zone exempte d'armes nucléaires en Asie centrale.
- 2010: la Chambre des représentants des États-Unis vote la réforme de la santé du président Barack Obama, prévoyant une couverture d'assurance maladie universelle.
- 2014 : début de la bataille de Kessab, lors de la guerre civile syrienne.
- 2018 : signature d'un accord sur une zone de libre-échange continentale africaine.
- 2021 :
  - en République du Congo, l'élection présidentielle a lieu afin d'élire le président du pays pour un mandat de cinq ans[1]. Mais Guy Brice Parfait Kolélas, candidat de l’opposition à la présidentielle, est mort de COVID-19 dans un avion en route pour la France pour y être soigné, l’après-midi de l’élection[2].
  - Massacre de Tillia, au Niger commis par l'État islamique dans le Grand Sahara contre des civils touaregs.
- 2024 : attaque de Teguey, pendant la guerre du Sahel.

## Arts, culture et religion
- 1098 : fondation de l'abbaye de Cîteaux par Robert de Molesme selon la tradition.
- 1191 : élection du pape Célestin III.
- 1227 : consécration du pape Grégoire IX.
- 1800 : intronisation du pape Pie VII.
- 1846 : le saxophone est breveté par Adolphe Sax.
- 1874 : Giroflé-Girofla, opérette en trois actes de Charles Lecocq, est représentée pour la première fois aux Fantaisies-Parisiennes de Bruxelles.
- 1890 : création à Paris d'Ascanio, opéra de Camille Saint-Saëns.
- 1902 ou 1904 : création à New York de la Sinfonia Domestica de Richard Strauss.
- 1925 : L'Enfant et les Sortilèges, fantaisie lyrique en deux parties de Maurice Ravel, est représentée pour la première fois à l'Opéra de Monte-Carlo.
- 1985 : création à San Francisco, aux États-Unis (Californie), de «Harmonielehre », de John Adams, par l'Orchestre symphonique de San Francisco, sous la direction d'Edo de Waart.
- 1994, 66e remise des Oscars :
  - triomphe de Steven Spielberg dont le film La Liste de Schindler remporte 7 statuettes, incluant celles des meilleurs film, réalisateur et musique à John Williams, tandis que Jurassic Park en recueille trois ;
  - Holly Hunter et la jeune Anna Paquin âgée de 11 ans sont couronnées pour leurs rôles dans La Leçon de piano ;
  - le film Philadelphia rapporte un Oscar à Tom Hanks comme meilleur acteur et à Bruce Springsteen pour la meilleure chanson Streets of Philadelphia ;
  - Tommy Lee Jones est le meilleur second rôle homme pour sa prestation dans Le Fugitif.
- 2000 : Jean-Paul II devient le premier pape en visite officielle en Israël.
- 2015 : ouverture au public de l'Historial Jeanne d'Arc à Rouen.

## Sciences et techniques
- 1908 : Henri Farman vole sur deux kilomètres en avion biplan.
- 1999 : Bertrand Piccard et Brian Jones atterrissent en Égypte. La veille à 10h54, ils ont bouclé le premier tour du monde en ballon sans escale en 19 jours 1 heure 49 minutes.
- 2006 : premier tweet public de l'Histoire par son inventeur Jack Dorsey[3].
- 2017 : le mathématicien français Yves Meyer reçoit le prix Abel « pour son rôle central dans le développement de la théorie mathématique des ondelettes ».

## Économie et société
- 2019 : une explosion dans une usine chimique tue 78 personnes et en blesse 617 autres à Yancheng en Chine[4].
- 2021 : au Niger, un massacre commis dans trois villages et attribué à l'État islamique fait 137 morts[5].

## Naissances

### XVIIesiècle
- 1669 : Alamanno Salviati, cardinal italien († 24 février 1733).
- 1675 : James Douglas, médecin et anatomiste britannique († 2 avril 1742).
- 1685 (date julienne, plutôt le 31 mars en réalité grégorienne) : Jean-Sébastien Bach, compositeur et organiste allemand († 28 juillet 1750).

### XVIIIesiècle
- 1710 : Johann Heinrich Mylius der Jüngere, juriste allemand († 29 juin 1733).
- 1736 : Claude-Nicolas Ledoux, architecte français († 18 novembre 1806).
- 1752 : 
  - Mary Dixon Kies, première américaine à obtenir un brevet († 1er janvier 1837).
  - Maurice d'Elbée, général des armées vendéennes († 6 janvier 1794).
- 1768 : Joseph Fourier, mathématicien français († 16 mai 1830).
- 1788 : Boniface de Castellane, militaire français, maréchal de France († 16 septembre 1862).
- 1794 : René Primevère Lesson, zoologiste français († 28 avril 1849).

### XIXesiècle
- 1806 : Benito Juárez, homme politique mexicain († 18 juillet 1872).
- 1809 : Jules Favre, académicien français († 29 janvier 1880)
- 1825 : Alexandre Mojaïski, pionnier de l'aviation russe († 1er avril 1890).
- 1827 : Andrew Leith Adams, médecin, naturaliste et géologue († 29 juillet 1882).
- 1837 : Bocanegra (Manuel Fuentes y Rodríguez dit), matador espagnol († 21 juin 1889).
- 1839 : Modeste Moussorgski, compositeur russe († 28 mars 1881).
- 1843 : Carlos Berg, naturaliste et entomologiste argentin († 19 janvier 1902).
- 1857 : Alice Henry, militante pour les droits des femmes, syndicaliste († 14 février 1943).
- 1858 : Adrien Dollfus, zoologiste français († 19 novembre 1921).
- 1867 : Florenz Ziegfeld, producteur américain († 22 juillet 1932).
- 1871 : Carlo Maria Piazza, aviateur italien († 24 juin 1917).
- 1876 : Walter Tewksbury, athlète amériain, spécialiste des courses du 100 au 400 m, multiple médaillé olympique († 25 avril 1968).
- 1877 : Maurice Farman, pionnier français de l'aviation († 25 février 1964).
- 1878 : Morris H. Whitehouse, architecte américain († 4 avril 1944).
- 1880 : 
  - Gilbert M. Anderson (Max Aaronson dit), acteur américain († 20 janvier 1971).
  - Hans Hofmann peintre allemand († 17 février 1966).
- 1885 : Pierre Renoir, acteur français († 11 mars 1952).
- 1886 : Henri Massis, homme de lettres et académicien français († 17 avril 1970).
- 1887 : 
  - Louis Philippe, prince héritier du trône du Portugal († 1er février 1908).
  - Erich Mendelsohn, architecte allemand († 15 septembre 1953).
- 1889 :
  - W. S. Van Dyke, cinéaste américain († 4 février 1943).
  - Alexander Vertinski, écrivain et chanteur russe († 21 mai 1957).
- 1897 : John Ridley Stroop, psychologue américain († 1er septembre 1973).

### XXesiècle
- 1904 : Jehane Benoît, gastronome, cuisinière, écrivaine et animatrice québécoise de radio et de télévision († 24 novembre 1987).
- 1912 : André Laurendeau, journaliste et homme politique québécois († 1er juin 1968).
- 1914 : Paul Tortelier, violoncelliste français († 18 décembre 1990).
- 1917 : Iouri Kougatch, peintre soviétique et russe († 22 avril 2013).
- 1919 : Richard Mervyn Hare, philosophe et professeur d'université britanniques († 29 janvier 2002).
- 1920 : Éric Rohmer, réalisateur français († 11 janvier 2010).
- 1921 :
  - Arthur Grumiaux, violoniste belge († 16 octobre 1986).
  - Geoff Sterling (en), homme d’affaires et radiodiffuseur canadien († 21 décembre 2013).
- 1922 : 
  - Russ Meyer, réalisateur et scénariste américain († 18 septembre 2004).
  - Franz Wunsch, garde SS au camp de concentration d’Auschwitz († 23 février 2009).
- 1923 :
  - Louis-Edmond Hamelin, géographe, professeur et écrivain québécois († 11 février 2020).
  - Nirmala Srivastava, adepte indienne de la non-violence, conceptrice du Sahaja Yoga et gourou († 23 février 2011).
  - Gregorio Vardanega, artiste argentin d'origine italienne († 6 octobre 2007).
  - Robert Vigouroux, homme politique français, ancien maire socialiste de Marseille († 9 juillet 2017).
- 1925 :
  - Peter Brook, réalisateur britannique († 2 juillet 2022).
  - Hugo Koblet, cycliste suisse, vainqueur du Tour de France en 1951 († 6 novembre 1964).
  - Hossein Noori Hamedani, ayatollah chiite iranien.
- 1926 :
  - André Delvaux, réalisateur belge († 4 octobre 2002).
  - Henry Djanik, comédien de doublage français († 18 août 2008).
  - José Antonio Valverde, biologiste et écologiste espagnol († 13 avril 2003).
- 1929 : Roger Holeindre, militaire, résistant, journaliste et homme politique français († 30 janvier 2020).
- 1930 : James Coco, acteur américain († 25 février 1987).
- 1931 : Didier Pineau-Valencienne, chef d'entreprise français, P-DG de Schneider de 1980 à 1999 († 20 décembre 2024).
- 1932 : 
  - Joseph Silverstein (en), violoniste et chef d’orchestre américain († 21 novembre 2015).
  - Inese Jaunzeme, athlète lettonne, championne olympique du lancer du javelot († 13 février 2011).
- 1934 :
  - Mohamed Ennaceur, homme d'État tunisien, président de la République tunisienne en 2019.
  - Claude Massé, artiste français († 3 janvier 2017).
  - Raoul Vaneigem, écrivain et philosophe belge.
- 1935 : Alexe Dumitru, céiste roumain, champion olympique et du monde († 17 mai 1971).
- 1936 : 
  - Ed Broadbent, homme politique canadien issu du Nouveau Parti démocratique ou NPD († 11 janvier 2024).
  - Hiroo Mochizuki, karatéka japonais.
  - Rusty Wailes, rameur américain, double champion olympique († 11 octobre 2002).
- 1937 :
  - Pierre-Jean Remy, diplomate et écrivain français, prix Renaudot 1971 et académicien français († 27 avril 2010).
  - Jean-Guy Rodrigue, ingénieur, syndicaliste et homme politique québécois († 6 janvier 2013).
- 1938 : Luigi Tenco, chanteur et compositeur italien († 27 janvier 1967)
- 1939 :
  - Patricia Viterbo, actrice française († 10 novembre 1966).
  - Kathleen Widdoes, actrice américaine.
- 1940 : Solomon Burke, chanteur de gospel, de rhythm and blues, de soul et de country américain († 10 octobre 2010).
- 1941 :
  - Paul Fentener van Vlissingen, homme d'affaires et philanthrope néerlandais († 21 août 2006).
  - Dirk Frimout, spationaute belge.
- 1942 :
  - Françoise Dorléac, actrice française et sœur de Catherine Deneuve († 26 juin 1967).
  - Fradique de Menezes, homme d’État santoméen de Sao Tomé-et-Principe de 2001 à 2011.
- 1943 : 
  - Brian Mackenzie, pair et policier britannique.
  - François Patriat, homme politique français, président du Conseil régional de Bourgogne de 2004 à 2015, et ancien ministre.
- 1944 : Marie-Christine Barrault, actrice française.
- 1945 : 
  - Charles Greene, athlète américain spécialiste du sprint.
  - Rose Stone (en), chanteuse et claviériste américaine du groupe Sly and the Family Stone.
- 1946 : Timothy Dalton, acteur britannique (ayant incarné l'agent James Bond 007).
- 1949 : 
  - Eddie Money, chanteur américain († 13 septembre 2019).
  - Slavoj Žižek, philosophe slovène marxiste.
- 1950 : Roger Hodgson, chanteur et musicien britannique.
- 1952 :
  - Patrick Coutin, chanteur, producteur et écrivain français.
  - Christophe Malavoy, acteur et chanteur français.
- 1956 : Louise Warren, poète et essayiste québécoise.
- 1957 : Youssef Rzouga, poète tunisien.
- 1958 :
  - Luc Bernard, acteur français.
  - Gary Oldman, acteur britannique.
  - Marcel Pietri, judoka français.
- 1959 : 
  - Hans Staub, cavalier suisse de dressage.
  - Nobuo Uematsu, compositeur japonais.
- 1960 : Ayrton Senna, pilote automobile brésilien, champion du monde en 1988, 1990 et 1991 († 1er mai 1994).
- 1961 : Lothar Matthäus, footballeur allemand.
- 1962 :
  - Matthew Broderick, acteur américain.
  - Rosie O'Donnell, actrice, humoriste et animatrice de télévision américaine.
  - Jean-Marc Parent, humoriste québécois.
- 1963 : Philippe Heberlé, tireur sportif français, champion olympique.
- 1965 : Xavier Bertrand, homme politique français.
- 1966 : Ghazanfar Roknabadi, homme politique et diplomate iranien († 24 septembre 2015).
- 1968 :
  - Marta Yolanda Díaz-Durán, journaliste et professeur guatémaltèque.
  - Valérie Pascal, animatrice de télévision et actrice française.
- 1970 :
  - Norma Ray, auteure-compositrice-interprète, française, née le 21 mars 1970 à Saint-Étienne[6].
  - Franck David, véliplanchiste français, champion olympique.
- 1972 :
  - Piotr Adamczyk, acteur polonais.
  - Kilien Stengel, auteur gastronomique français.
  - Derartu Tulu, athlète éthiopienne spécialiste du fond, double championne olympique.
  - Balázs Kiss, athlète hongrois, champion olympique du lancer du marteau.
  - Cho Min-sun, judoka sud-coréenne, championne olympique.
- 1974 :
  - Laura Allen, actrice américaine.
  - José Clayton, footballeur tuniso-brésilien.
- 1975 :
  - Chris Esquerre, humoriste, animateur de radio et acteur français.
  - Vitaly Potapenko, basketteur ukrainien.
- 1976 : 
  - Pierre Dorian, journaliste sportif français.
  - Iain Percy, navigateur britannique, double champion olympique.
- 1977 : Bertrand Mandico, cinéaste français.
- 1978 :
  - Rani Mukherjee, actrice indienne.
  - Alena Šeredová, actrice et mannequin tchèque.
- 1980 :
  - Deryck Whibley, chanteur et guitariste canadien du groupe Sum 41.
  - Andrey Kashechkin, cycliste kazakh.
  - Ronaldo de Assis Moreira dit Ronaldinho, joueur de football brésilien.
- 1981 : Pauline Lefèvre, animatrice de télévision française.
- 1982 : Aaron Hill, joueur de baseball américain.
- 1983 : Jean-François Montauriol, joueur de rugby franco-italien.
- 1985 :
  - Ryan Callahan, hockeyeur professionnel américain.
  - Sonequa Martin-Green, actrice américaine.
- 1986 :
  - Romanós Alyfantís, nageur grec.
  - Kerry-Lee Harrington, joueuse de badminton sud-africaine.
  - Nikoléta Kiriakopoúlou, athlète grecque.
  - Carlos Monasterios, joueur de baseball vénézuélien.
  - Oshin Sahakian, joueur de basket-ball iranien.
  - Linda Züblin, athlète suisse.
- 1987 :
  - İrem Derici, chanteuse de pop turque.
  - Stephanie Grant, judokate australienne.
  - Noémie Lemaire, basketteuse française.
  - Amar Musić, haltérophile croate.
  - Yuriy Ryazanov, gymnaste russe († 20 octobre 2009).
- 1989 :
  - Jordi Alba, footballeur espagnol.
  - Nicolás Lodeiro, footballeur uruguayen.
- 1990 : Andrew Albicy, basketteur français.
- 1991 : Antoine Griezmann, footballeur international français.
- 1991: David Martiano, entrepreneur français.
- 1992 : Jimmy Yacabonis, joueur américain de baseball.
- 1993 : Suraj Sharma, acteur indien.
- 1995 :
  - Cannelle Carré-Cassaigne, actrice française
  - Matthieu Tomassi, athlète français
- 1997 : Martina Stoessel, actrice, chanteuse et danseuse argentine.
- 1998 : Miles Bridges, basketteur américain.
- 2000 :
  - Elsa Gaubert, céiste française.
  - Jace Norman, acteur américain

## Décès

### IXesiècle
- 817 : Shōdō Shōnin, moine bouddhiste japonais de l'école Kegon (° 17 mai 735).

### XIesiècle
- 1076 : Robert Ier de Bourgogne, duc de Bourgogne (° vers 1011).

### XIIIesiècle
- 1237 : Jean de Brienne, roi de Jérusalem et empereur latin de Constantinople (° 1170).

### XIVesiècle
- 1306 : Robert II de Bourgogne, duc de Bourgogne (° 1248).

### XVesiècle
- 1487 : Nicolas de Flue, ermite suisse (° 1417).Panneau de rue d'Histoire de Paris sur

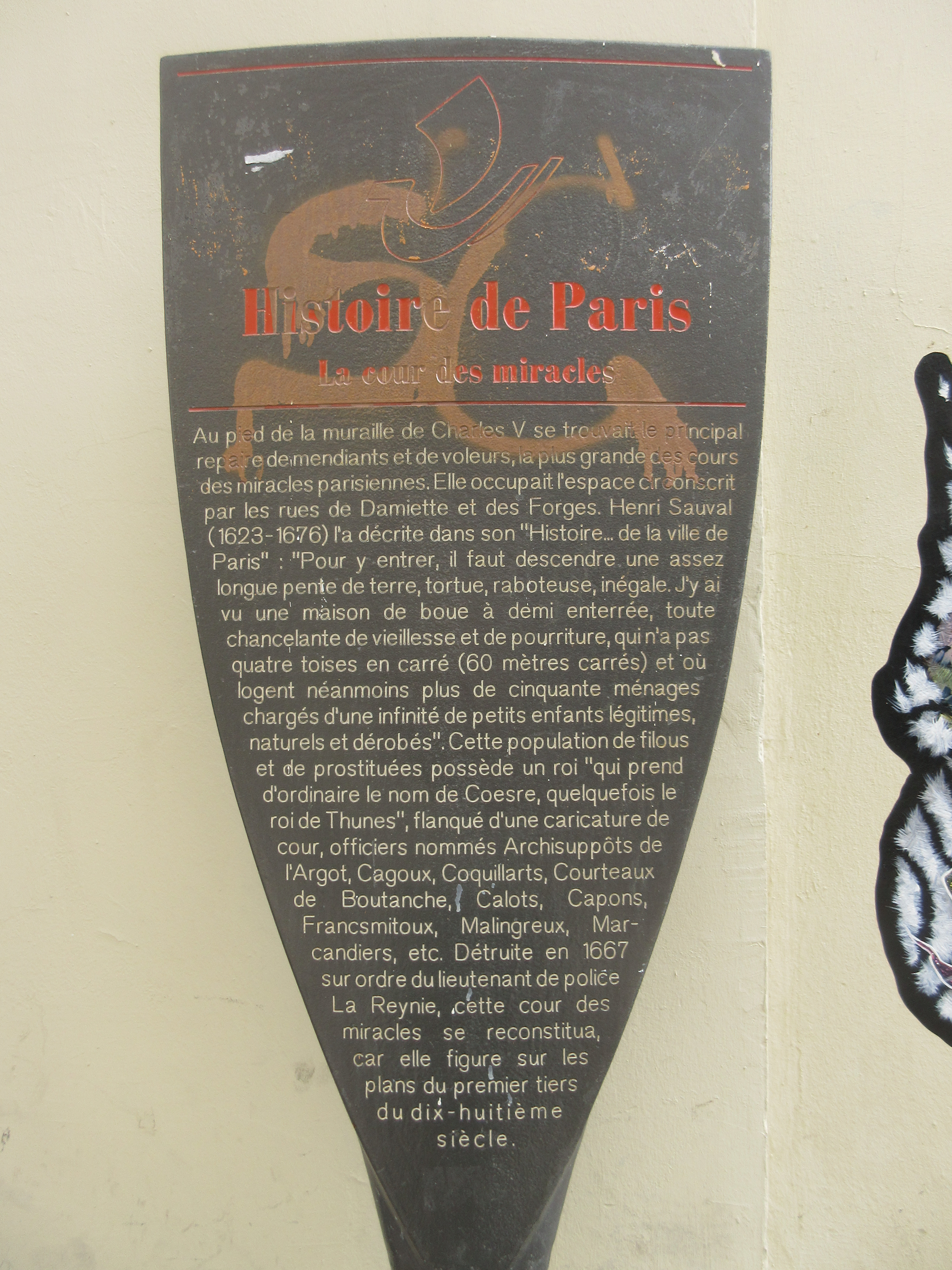
Panneau de rue d'Histoire de Paris sur
« la Cour des Miracles », ici décrite par un document de Henri Sauval.

 « la Cour des Miracles », ici décrite par un document de Henri Sauval.

### XVIesiècle
- 1556 : Thomas Cranmer, archevêque de Canterbury, l'un des principaux artisans de la réforme anglaise, brûlé vif à Oxford (° 2 juillet 1489).

### XVIIesiècle
- 1654 : Jean-François de Gondi, premier archevêque de Paris, oncle du cardinal de Retz (° 1584).
- 1656 : James Ussher, archevêque irlandais (° 4 janvier 1581).
- 1676 : Henri Sauval, historien français (° 1623).
- 1683 : Stefano Agostini, cardinal italien (° 1614).

### XVIIIesiècle
- 1729 : John Law, économiste britannique (° 21 avril 1671).
- 1743 : Johann Leonhard Frisch, linguiste, naturaliste et entomologiste allemand (° 19 mars 1666).
- 1751 : Johann Heinrich Zedler, éditeur allemand (° 7 janvier 1706).
- 1762 : Nicolas-Louis de Lacaille, astronome français (° 15 mars 1713).
- 1772 : Jacques-Nicolas Bellin, cartographe français (° 1703).

### XIXesiècle
- 1801 : Andrea Luchesi, compositeur italien (° 23 mai 1741).
- 1804 : Louis-Antoine de Bourbon-Condé, duc d'Enghien (° 2 août 1772).
- 1805 : Jean-Baptiste Greuze, peintre et dessinateur français (° 21 août 1725).
- 1843 :
  - Robert Southey, écrivain britannique (° 12 août 1774).
  - Guadalupe Victoria (José Miguel Ramón Adaucto Fernández y Félix dit), homme d’État mexicain, premier président du Mexique de 1824 à 1829 (° 29 septembre 1786).
- 1886 : 
  - Albert Brandenburg, homme politique français (° 23 janvier 1835).
  - Friedrich von Spankeren, homme politique allemand (° 23 avril 1804).

### XXesiècle
- 1910 : Nadar, (Félix Tournachon dit), photographe français (° 6 avril 1820).
- 1920 : Federigo Tozzi, écrivain italien (° 1er janvier 1883).
- 1918 : Jules Covin, as de l'aviation française de la Première Guerre mondiale (° 19 octobre 1895).
- 1933 : Jiří Polívka, linguiste et folkloriste tchèque (° 6 mars 1858).
- 1934 : Franz Schreker, compositeur et chef d'orchestre autrichien (° 23 mars 1878).
- 1936 : Alexandre Glazounov, compositeur russe (° 10 août 1865).
- 1937 : Henri Quilgars, historien et préhistorien français (° 18 juin 1877).
- 1951 : Willem Mengelberg, chef d'orchestre hollandais (° 28 mars 1871).
- 1980 : Marcel Boussac, industriel du coton et propriétaire de l'écurie Marcel Boussac, une écurie de courses français (° 17 avril 1889).
- 1981 : Marc Donskoï, cinéaste soviétique (° 6 mars 1901).
- 1983 : Germaine Beaumont, journaliste et romancière française jurée du prix Femina (° 31 octobre 1890).
- 1984 : Shauna Grant, actrice pornographique américaine (° 24 mai 1963).
- 1985 : Michael Redgrave, acteur britannique (° 20 mars 1908).
- 1987 :
  - Walter L. Gordon, homme politique canadien (° 27 janvier 1906).
  - Dean Paul Martin, acteur et chanteur américain (° 17 novembre 1951).
  - Robert Preston, acteur américain (° 8 juin 1918).
- 1991 : Leo Fender, fabricant américain de guitares (° 10 août 1909).
- 1992 : John Ireland, acteur, réalisateur et producteur américain (° 30 janvier 1914).
- 1994 :
  - Macdonald Carey, acteur américain (° 15 mars 1913).
  - Lili Damita (Liliane Marie Madeleine Carré dite), actrice française (° 10 juillet 1904).
- 1995 : Étienne-Martin, sculpteur académicien français ès beaux-arts (° 4 février 1913).
- 1997 : 
  - Jean-Louis Boncœur, homme de lettres et conteur français (° 26 mai 1911).
  - Joseph Voyant, homme politique français (° 3 juillet 1910).
- 1998 : 
  - Stanley Meyer, inventeur américain (° 24 août 1940).
  - Galina Oulanova, ballerine russe (° 8 janvier 1910).
  - Maciej Słomczyński, écrivain et traducteur polonais (° 10 avril 1922).
- 1999 : 
  - Mary Ainsworth, psychologue et professeur d'université américain (° 1er décembre 1913).
  - Jean Guitton, philosophe, écrivain et académicien français (° 18 août 1901).

### XXIesiècle
- 2001 :
  - Maurice Arreckx, homme politique français (° 13 décembre 1917).
  - Chung Ju-yung, industriel sud-coréen, fondateur du Groupe Hyundai (° 25 novembre 1915).
  - Vernon Sewell, réalisateur britannique (° 4 juillet 1903).
  - Anthony Steel, acteur anglais (° 21 mai 1920).
- 2002 : 
  - James Blake, conducteur de bus américain (° 14 avril 1912).
  - Thomas Flanagan, écrivain et professeur d'université américain (° 5 novembre 1923).
  - Renée Massip, écrivaine française jurée du prix Femina (° 31 mars 1907).
- 2003 : 
  - Fernando Carcupino, peintre italien (° 23 juillet 1922).
  - Umar Wirahadikusumah, militaire et homme politique indonésien (° 10 octobre 1924).
- 2004 :
  - Yvan Audouard, journaliste et romancier français (° 27 février 1914).
  - Ludmila Tcherina, danseuse française (° 10 avril 1924).
- 2005 : 
  - Barney Martin, acteur américain (° 3 mars 1923).
  - Stanley Sadie, musicologue britannique (° 30 octobre 1930).
- 2006 : James Oliver Freedman, pédagogue américain (° 21 septembre 1935).
- 2007 : 
  - Drew Hayes, dessinateur et scénariste de bandes dessinées américain (° 20 juillet 1969).
  - KM Obaidur Rahman, homme politique bangladais, indien et pakistanais (° 5 mai 1940).
- 2008 :
  - Denis Cosgrove, géographe et chercheur britannique (° 1948).
  - Klaus Dinger, auteur-compositeur allemand (° 24 mars 1946).
  - Jean-Noël Dupré, chanteur et auteur-compositeur français (° 14 juin 1946).
  - Gabriel París Gordillo, militaire et homme politique colombien (° 8 mars 1910).
  - Guillermo Jullian, architecte et peintre chilien (° novembre 1931).
  - Raymond Leblanc, éditeur, producteur de cinéma, réalisateur et résistant belge (° 22 mai 1915).
  - John List, criminel américain (° 17 septembre 1925).
  - Maurice Maréchal, auteur de bandes dessinées belge (° 6 juin 1922).
  - Sofia Ionescu, neurochirurgienne roumaine (° 25 avril 1920).
- 2009 : Lorna deBlicquy, aviatrice canadienne (° 30 novembre 1931).
- 2012 : Claude Duneton, écrivain, romancier et traducteur français, historien du langage, chroniqueur, comédien, militant des langues régionales (° 21 avril 1935).
- 2013 :
  - Chinua Achebe, écrivain nigérian d’expression anglaise (° 16 novembre 1930).
  - Yvan Ducharme, humoriste et acteur québécois (° 24 août 1937).
- 2015 :
  - Perro Aguayo Jr., catcheur mexicain (° 23 juillet 1979).
  - Alberta Watson, actrice canadienne (° 6 mars 1955).
- 2017 :
  - Colin Dexter, écrivain britannique (° 29 septembre 1930).
  - Henri Emmanuelli, homme d'État français (° 31 mai 1945).
  - Jerry Krause, entraîneur de basket-ball américain (° 6 avril 1939).
  - Martin McGuinness, homme politique irlando-britannique (° 23 mai 1950).
  - József Szécsényi, athlète de lancer de disque hongrois (° 10 janvier 1932).
- 2021 : Nawal El Saadawi, écrivaine et psychiatre, figure égyptienne de l’émancipation des femmes dans le monde arabe plusieurs fois exilée (° 27 octobre 1931).
- 2022 : 
  - Jean-Paul Auffray, physicien et historien des sciences français (° 24 juillet 1926).
  - Soumeylou Boubèye Maïga, Fevzi Zemzem, Yvan Colonna.
- 2024 : Frédéric Mitterrand, écrivain, réalisateur, animateur de télévision et homme politique français (° 21 août 1947).

## Célébrations

### Internationales
- Nations unies :
  - journée internationale des forêts, décrétée en 1970 par la FAO (l'organisation des Nations unies pour l’Agriculture et l’Alimentation)[7].
  - Journée internationale du Novruz, fête ancestrale du renouveau de la nature au printemps dans les Balkans, Carpates, le bassin de la Mer Noire, le Caucase, la Perse lato sens et l'Asie centrale (voir la veille 20 mars), le Moyen-Orient et d'autres régions et diasporas[8].
  - Journée internationale pour l'élimination de la discrimination raciale, commémorant une répression policière sanglante de 1960 à Sharpeville en Afrique du Sud[9].Détail de la façade du siège de l'"Union internationale de la marionnette" à Prague en Tchéquie, sous-titré en langues française et tchèque.

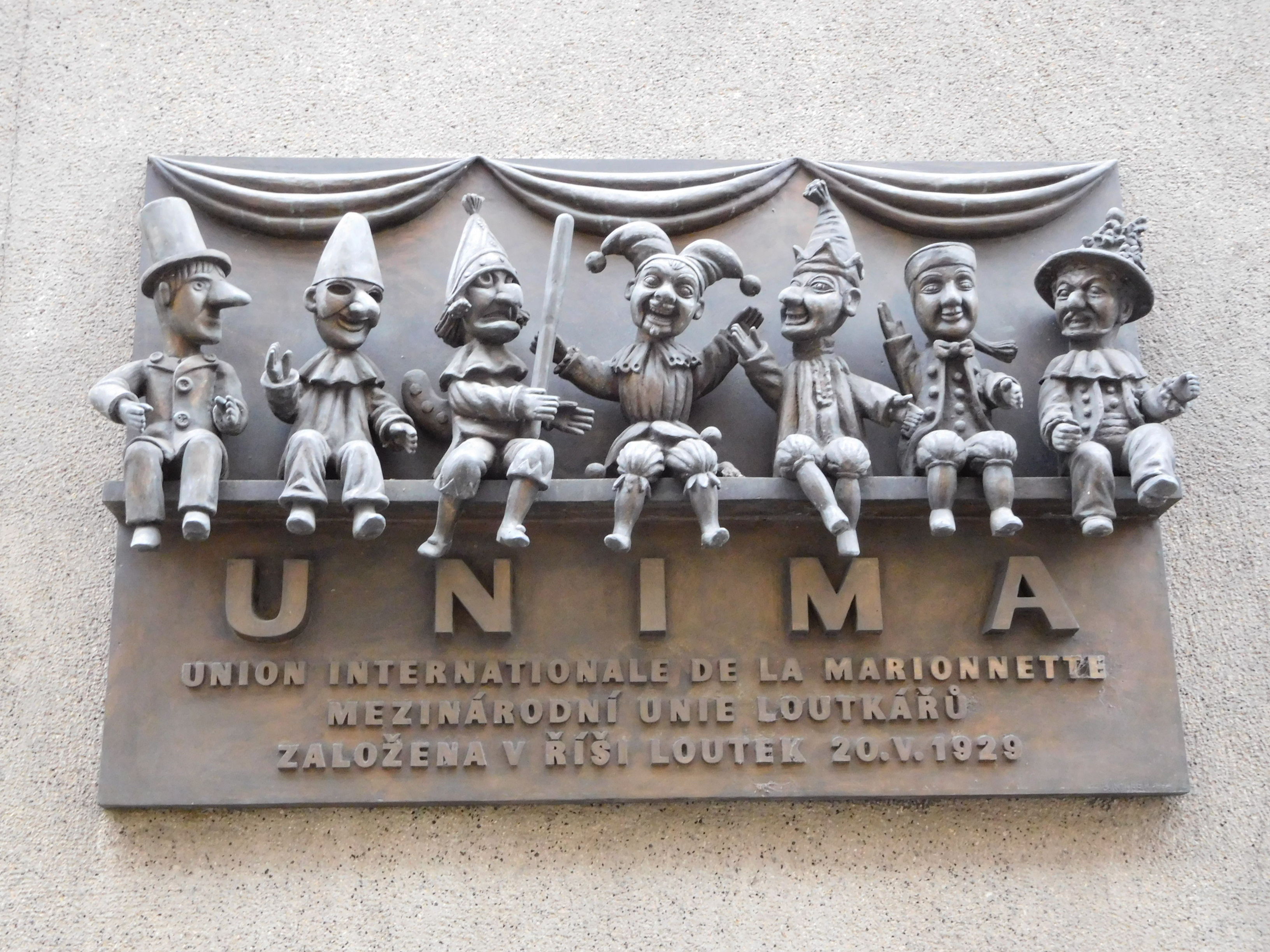
Détail de la façade du siège de l'"Union internationale de la marionnette" à Prague en Tchéquie, sous-titré en langues française et tchèque.

  - Journée mondiale de la trisomie 21[10].
  - Journée mondiale de la poésie, décidée lors de la Conférence générale de l'Organisation des Nations unies pour l'éducation, la science et la culture / UNESCO en 1999[11].
- Journée mondiale de la marionnette créée en 2003 par l'Union internationale de la marionnette (UNIMA)[12] (photographie en marge droite ci-contre).
- Journée mondiale du rangement de bureau créée en 2013 « journée mondiale du bureau »

### Nationales
- Afrique du Sud : journée des Droits de l'homme en souvenir du massacre de Sharpeville ci-avant.
- Algérie, Lesotho, Pays-Bas et Portugal : journée nationale de l’arbre, en lien avec la journée internationale des forêts plus haut.
- Australie : Harmony Day (en) / journée de l'harmonie, pour le rassemblement de la culture aborigène avec les autres cultures présentes en Australie.
- Liban : fête des mères.
- Mexique : anniversaire de la naissance de Benito Juárez en 1806 ci-dessus[13].
- Namibie : fête nationale de l'Indépendance commémorant son accession à l'indépendance vis-à-vis de l'Afrique du Sud en 1990 (la même année que celle de la libération de Mandela voire de la chute de l'apartheid).
- Pologne : journée de l'école buissonnière[14].
- Tunisie : fête de la jeunesse[15].

### Religieuses
- Fêtes religieuses romaines : troisième jour des Quinquatries (ou Quinquatria -de Quinquatrus- en latin) en l'honneur de la déesse Minerve (l'Athéna des anciens Grecs).
- Bahaïsme : premier jour du mois de la Splendeur / Bahá' (بهاء), dans le calendrier badīʿ (en lien avec Novruz ci-dessus comme la veille 20 mars).
- Christianisme voire judaïsme : la date mobile possible des fêtes de Pâques (dont à l'origine la Pâque juive Pessa'h ou Pessah, puis commémorant la résurrection du Christ moins de trois jours après sa crucifixion mortelle, d'où le "s" final du mot "Pâques") tombe chaque année un dimanche (et le lundi suivant) entre le 22 mars (s'il y a pleine lune dans la nuit du présent 21 audit 22) et le 25 avril, suivant les années liturgiques A (comme en 2020 et 2023, etc.), B (en 2021 et 2024 etc.) ou C (2022 où Pâques a lieu le 17 avril, 2025 etc.) (dans le catholicisme romain), par rotation triennale basée sur la donnée astronomique de pleine lune évoquée ci-avant.

### Saints des Églises chrétiennes

#### Saints des Églises catholiques et orthodoxes
Saints des Églises catholiques et orthodoxes :
- Birille de Catane (it) († IIe siècle), disciple de saint Pierre, 1er évêque de Catane.
- Callinice et Basilisse († 303), martyres à Antioche.
- Endée († 530), fondateur du monastère de Killeany sur l'île d'Inis Mór.
- Jacques le confesseur († 824), martyr à Constantinople.
- Justinien de Verceil († 452), 7e évêque de Verceil.
- Lupicin de Lauconne († 480), 2e abbé de l'Abbaye de Saint-Claude à Condat, frère de saint Romain de Condat.
- Philémon († IVe siècle) et Domnin, martyrs à Rome.
- Sérapion d'Arsinoé († 362), disciple de saint Antoine le Grand, évêque de Thmuis.
- Thomas Ier de Constantinople († 610), patriarche de Constantinople.

#### Saints et bienheureux des Églises catholiques
Saints et bienheureux des Églises catholiques :
- Alphonse de Rojas († 1617), bienheureux franciscain espagnol.
- Augustin Zhao Rong († 1815), soldat chinois converti par saint Gabriel-Taurin Dufresse à Pékin, martyr.
- Bénédicte Cambiagio Frassinello († 1858), bienheureuse religieuse italienne fondatrice des sœurs de Notre-Dame de la Providence.
- Clémence de Trèves († XIIe siècle), bienheureuse religieuse bénédictine allemande.
- Matthieu Flathers († 1608), bienheureux prêtre anglais martyr à York.
- Michel Gómez Loza (pl) († 1928), laïc martyr lors de la guerre des Cristeros.
- Nicolas de Flue († 1487), ermite près de Sachseln, patron de la Suisse.
- Santucce Terrebotti († 1305), bienheureuses moniale italienne.
- Thomas Pilchard († 1591), bienheureux prêtre anglais et Guillaume Pike, bienheureux laïc charpentier, martyrs.

#### Saint des Églises orthodoxes du jour (aux dates potentiellement"juliennes"/ orientales)
Saints des Églises orthodoxes :

### Prénoms du jour
Bonne fête aux Clémence et ses variantes : Clemencia, Clémencia, Clementia, Clémentine (les Clément ont leur propre date autre).
Et aussi aux :
- Axel, Axell et leurs variantes féminines : Axèle, Axelle.
- Bennideg et ses variantes ou dérivés autant bretons : Benegid, Binigid, etc. (voir Saint Benoît les 11 juillet).
- Robert et ses variantes masculines : Bob, Bobby, Boby, Robertin, Roberto, Roparz, Rupert ; leurs variantes et dérivés féminins : Roberta, Roberte, Roberthe, Robertine (voir 30 avril).
- Sérapion.

## Traditions et superstitions
Une médaille de saint Benoît se vit autrefois attribuer des pouvoirs magiques, notamment contre l’envoûtement, la préservation des dangers, la protection des animaux domestiques et, si l'on en croit la légende, la seule protection efficace contre le cheval Mallet.

### Dictons
- « À la saint-Benoît, le coucou chante à l'adret ; si pour Notre-Dame il n’a pas chanté, c'est qu'il est tué ou bâillonné. »[18]
- « À la saint-Benoît, le coucou chante, ou bien il est mort de froid. »[18]
- « À la sainte-Clémence, les moutons prennent du ton. »[18]
- « À la saint-Robert tout arbre est vert. »
- « S'il pleut à la saint-Benoît, il pleuvra trente-sept jours plus trois. »[19]
- « Veux-tu oignons, carottes, seigle, petits pois, sème-les à la saint-Benoît. »[20]

### Astrologie
- Signe du zodiaque : 1er jour du signe astrologique du Bélier.

## Toponymie
De nombreuses voies, places, ainsi que des sites et édifices portent le nom de cette date en francophonie et figurent dans la page d'homonymie Vingt-et-Un-Mars .